# Efficienza del mercato
Lo studio dell'efficienza dei mercati si focalizza sui meccanismi di formazione dei prezzi delle attività finanziarie, cioè sullo studio della velocità e della precisione con cui le informazioni hanno effetti positivi o negativi nei prezzi degli strumenti finanziari.

## Tipi di efficienza
Ci sono diversi tipi di efficienza dei mercati finanziari:
- Efficienza allocativa.
- Efficienza valutativa.
- Efficienza tecnico – operativa.
- Efficienza informativa.

### Efficienza allocativa
Si parla di efficienza allocativa, in relazione al trasferimento delle risorse finanziarie dai soggetti in surplus ai soggetti in deficit, quando la produttività marginale del capitale è la stessa per tutte le forme di investimento. In particolare, l'efficienza allocativa si realizzerebbe se tutti gli operatori (finanziatori e investitori) agissero in maniera razionale, ricercando le opportunità di investimento/finanziamento che consentono di massimizzare la loro utilità attesa.
Si ha ottimo paretiano (detto anche efficienza allocativa) quando non è possibile alcuna riorganizzazione della produzione che migliori le condizioni di tutti. In tale situazione, l'utilità di una persona può essere aumentata soltanto da una diminuzione dell'utilità di qualcun altro; vale a dire che nessuna persona può migliorare la propria condizione senza che qualcun altro peggiori la sua.

### Efficienza valutativa
Si parla di efficienza valutativa quando le informazioni disponibili sono impiegate correttamente per determinare il valore di impresa.

### Efficienza tecnico - operativa
Per efficienza tecnico – operativa si intende l'insieme delle organizzazioni e delle procedure grazie alle quali il mercato svolge le sue funzioni. 
È valutata sulla base dell'osservazione congiunta dei seguenti parametri:
- spessore
- ampiezza
- elasticità di mercato

### Efficienza informativa
L'efficienza informativa riguarda la relazione tra prezzi ed informazioni. Un mercato è efficiente in senso informativo quando i prezzi riflettono tutta l'informazione disponibile. In base alla teoria dei mercati efficienti in senso informativo, nessun investitore è in grado di "battere" il mercato.
In relazione all'efficienza informativa, esistono tre tipi di efficienze:
- efficienza informativa in forma debole;
- efficienza informativa in forma semi – forte;
- efficienza informativa in forma forte.

Attraverso tecniche statistiche, in particolare con il calcolo stocastico, è stato più volte e in più modi dimostrato che qualsiasi grado di efficienza del mercato non avvantaggia in alcun modo gli operatori.
Ciò è dovuto al fatto che i prezzi si muovono secondo un percorso casuale (random walk) la cui funzione di distribuzione ha media zero, inoltre tale movimento ha la caratteristica di non essere stazionario in covarianza e dunque, in ogni istante il prezzo atteso per l'istante successivo coincide con il prezzo attuale. In altre parole il mercato è un "fair game" e l'unico motivo per cui qualcuno vince sul mercato è lo stesso per cui qualcuno vince alla lotteria, per mera casualità; quand'anche il mercato fosse efficiente solo in forma debole sarebbe ancora un fair game, ecco perché, almeno da un punto di vista statistico, non ha senso distinguere tra le varie forme di efficienza del mercato.

## L'ipotesi dei mercati efficienti
Una estesa letteratura è dedicata allo studio della cosiddetta ipotesi dei mercati efficienti, con alterni risultati. Secondo una formalizzazione proposta da Eugene Fama in un noto lavoro del 1970, esistono tre distinte ipotesi di efficienza dei mercati:
1. Efficienza in forma debole, qualora i prezzi osservati sul mercato riflettono tutta l'informazione contenuta nella serie storica dei prezzi stessi; con una qualche approssimazione, non è possibile formulare una strategia di trading con un rendimento atteso (eventualmente corretto rispetto al rischio) superiore a quello del mercato basandosi solo sull'informazione contenuta nella serie storica dei prezzi;
2. Efficienza in forma semi-forte, qualora i prezzi di mercato riflettono tutta l'informazione contenuta nella serie storica dei prezzi, più qualunque altra informazione pubblica; proseguendo con la precedente analogia, non è possibile formulare una strategia di trading con un rendimento atteso (eventualmente corretto rispetto al rischio) superiore a quello del mercato basandosi solo sull'informazione di pubblico dominio;
3. Efficienza in forma forte, qualora i prezzi di mercato riflettono l'informazione contenuta nella serie storica dei prezzi stessi, qualunque altra informazione pubblica, nonché qualunque informazione privata; proseguendo ancora l'analogia, non è possibile formulare una strategia di trading con un rendimento atteso (eventualmente corretto rispetto al rischio) superiore a quello del mercato basandosi su una qualsiasi informazione privata/privilegiata.

L'efficienza in forma forte implica quella in forma semi-forte, che a sua volta implica quella in forma debole; le implicazioni inverse, per contro, non valgono. In particolare, l'efficienza in forma debole del mercato è compatibile con il risultato della letteratura teorica sull'asset pricing, in base alla quale i prezzi (scontati) delle attività finanziarie sarebbero delle martingale rispetto alla misura di probabilità neutrale al rischio.
Il termine informazione racchiude il vastissimo, e sfuggente, insieme di fattori capaci di persuadere un movimento di un titolo azionario o di interi segmenti di mercato, ad esempio notizie e annunci su future operazioni aziendali, bilanci, relazioni sugli utili e dati macroeconomici generali, così come eventi di natura non strettamente economica come conflitti e calamità naturali. Ogni evento che accade ha un effetto latente sul prezzo ed il rilascio di questo potenziale dipende solo dalla moltitudine di agenti che operano sul mercato. Non è infatti sufficiente che l’evento particolare si verifichi affinché il prezzo ne rifletta il contenuto informativo; è compito dell’investitore inoculare l’informazione nel mercato, e ciò avviene attraverso la ricerca e l’interpretazione delle notizie. Il prezzo è dunque una soggettiva valutazione degli eventi del mondo, e vista anche la complessa porosità del sistema di mercato rispetto ai fenomeni mondiali, il Random Walk approssima abbastanza bene l'idea di fondo dell'imprevedibilità.
Il lavoro di Fama del 1970, traendo conclusioni sulla base della letteratura dei 25 anni precedenti, sosteneva l'efficienza dei mercati, se non altro in forma debole. Allo stato attuale (2006), l'evidenza empirica sembrerebbe tuttavia indicare che i mercati spesso non sono efficienti, neanche in forma debole. In particolare, numerosi lavori, prevalentemente basati sulla metodologia di event study avrebbero individuato strategie di trading che conseguono rendimenti in eccesso rispetto al mercato, basate sull'informazione contenuta nei prezzi passati; ciò sarebbe ovviamente incompatibile con l'ipotesi di efficienza dei mercati.
Altra obiezione all'efficienza di mercato si potrebbe sollevare alla luce dei fenomeni di comportamento emergente, spesso fonte di moti "prevedibili", o senz'altro regolari, degli indici azionari. Un comportamento emergente si può presentare sia sotto l'aspetto ben noto del drift di lungo periodo, sia in forma più subdola a causa di shock generalmente di natura micro o macroeconomica. In tali scenari, si osserva una sincronizzazione spontanea della postura di avversione al rischio degli agenti, similarmente agli episodi del flight-to-quality o del momentum. Significa che i movimenti del prezzo di un titolo o di un indice diventano non più completamente aleatori, ma hanno un centro d’attrazione preferito posizionato in alto o in basso a cui è calamitata l’evoluzione del prezzo.
Un comportamento emergente è definito tale in quanto conseguenza dell'azione congiunta e auto-rafforzante di numerosi agenti diversi, i quali presi nella loro individualità non avrebbero la forza persuasiva per generare una tale proprietà. Il nesso con l'efficienza di mercato stessa appare immediato, il mercato è di per sé un fenomeno emergente: se non vi fosse pluralità non vi sarebbe mercato. Ma la proprietà di efficienza informativa è portata all'estremo, poiché quanto maggiore è il numero di operatori, quanto più efficiente sarà un mercato. Un mercato è efficiente, indipendentemente dalla forma d'efficienza, quando non è prevedibile. Un mercato è detto imprevedibile quando in sostanza l'informazione viene integrata tanto rapidamente da non permettere l'ottenimento di extra-rendimenti rispetto a sé si investisse in un indice di titoli onnicomprensivo replicando il mercato di interesse, il quale incorpora l'informazione più in fretta di qualsivoglia operatore.
Un interessante fenomeno emergente è l'entropia di mercato. L’entropia si può definire come quella forza che spinge alla diffusione e al riverbero dell’informazione verso ogni vertice del mercato, ovvero quell’impulso che rende l’informazione distribuita anziché concentrata. Esattamente come accadrebbe con una goccia di inchiostro in un bicchiere. È quel carattere emergente del mercato che contrasta le asimmetrie informative, e si esprime in termini probabilistici poiché è più probabile che l’informazione trapeli, diventi virale, nota e diffusa piuttosto che rimanga compressa in capo a pochi partecipanti. È un meccanismo che deriva dalla partecipazione al mercato di moltissimi agenti, se il numero di partecipanti allo scambio fosse inferiore, l’entropia nel mercato osservato sarebbe inferiore. L’elemento mancante in questa lineare analogia è lo stadio d’equilibrio (come l’inchiostro ben mescolato) che il sistema dovrebbe raggiungere a causa dell’entropia. Nel mercato questo equilibrio, relativamente alla particella di informazione iniettata, è l’efficienza. Nel momento in cui una notizia o informazione non potrà in alcun modo contribuire alla formazione di un prezzo e al suo movimento, allora il sistema si sarà stabilizzato rispetto ad essa. Quando nessun investitore sfrutterà quell’informazione per scambiare, l’equilibrio sarà stato raggiunto. L’equilibrio è cioè l'Efficienza del Mercato, ovvero l’ultimo stadio raggiungibile da una notizia trasformata in informazione attraverso un prezzo.

### Contributi storici
- Fama, Eugene F., 1970, "Efficient Capital Markets: A Review of the Theory and Empirical Work," Journal of Finance, 25(2), 383-417.

### Rassegne della letteratura
- Fama, Eugene F., 1998, "Market Efficiency, Long-Term Returns, and Behavioral Finance," Journal of Financial Economics 49(2), 283-306.

### Manualistica
- Cochrane, J. (2001) Asset Pricing: Revised Edition, Princeton University Press ISBN 0-691-12137-0 Un testo di livello universitario avanzato; dedica alla letteratura empirica sull'ipotesi dei mercati efficienti diversi capitoli.